# Thinopteryx
Thinopteryx is een geslacht van vlinders van de familie spanners (Geometridae), uit de onderfamilie Ennominae.

## Soorten
- T. citrina Warren, 1894
- T. crocoptera Kollar, 1844
- T. delectans Butler, 1878
- T. nebulosa Butler, 1883
- T. praetoraria Felder, 1873
- T. stenoleuca Prout, 1928